# Stratford Town F.C.
Stratford Town Football Club là một câu lạc bộ bóng đá đại diện cho thị trấn Stratford upon Avon, Warwickshire, Anh, có trụ sở tại Tiddington. Đội bóng hiện thi đấu tại Southern League Premier Division Central và có sân nhà ở Knights Lane.

## Danh hiệu
- Midland Alliance
  - Vô địch mùa giải 2013

## Thành tích
- Thành tích tốt nhất tại FA Cup: Vòng một mùa giải 2021-2022[2][3]